# 베토벤 3
《베토벤 3》(영어: Beethoven's 3rd)은 미국에서 제작된 데이비드 미키 에번스 감독의 2000년 코미디 영화이다. 베토벤 영화 시리즈 세 번째 작품이다. 저지 라인홀드, 줄리아 스위니 등이 출연하였고, 데이비드 빅슬러 등이 제작에 참여하였다. 앞선 두 편의 주인공이었던 조지 대신 조지의 남동생 리처드네 가족이 이야기의 중심이 되었다.
속편 《베토벤 4》(2001)로 이어진다.

## 출연
- 저지 라인홀드
- 줄리아 스위니
- 조 피클러
- 마이컬라 갤로
- 제이미 마시
- 프랭크 고신
- 그레그 피츠

## 기타 제작진
- 미술: 체스터 커진스키
- 의상: 보니 스타우크